# Arkanđeo
Arkanđeo (starogrčkog ἄρχω archo – vladati, upravljati i άγγελος ángelos – glasnik) u judeo-kršćanskoj tradiciji, označava anđela višeg reda koji za Boga obavlja posebne zadatke.

## Popis arkanđela
U tzv. Kumranskim rukopisima spominju se tri, u rabinskoj tradiciji šest ili sedam, a u židovskoj apokaliptičnoj i kršćanskoj predaji sedam arkanđela.
- Mihael, (hebr. מיכאל mîkā'ēl, "Tko je kao Bog?"), vojskovođa, pobjednik nad Sotonom
- Gabriel, (hebr. גַּבְרִיאֵל gavri'ēl, "Moja moć je Bog" ili "Božja snaga"), Junak Božji, glasnik Marijin i Isusova rođenja
- Rafael, (hebr. רפאל refa'ēl, "Bog iscjeljuje"), ozdravitelj, pratilac Tobijin
- Uriel (hebr. אוריאל uri'ēl, "Bog je moje svjetlo"), savjetnik Ezrin
- Barakiel ili Maltijel, (hebr. ברכיאל, "Božji blagoslov") pomagač Mojsijev
- Jehudiel ili Jofiel, (hebr. יהודיאל, "Slava Božja") kažnjavatelj
- Zeadkiel, (hebr. צדקיאל, "Božja pravednost") glasnik, spriječio Izakovo žrtvovanje